# Меньшов Володимир Валентинович
Володимир Валентинович Меньшов (рос. Владимир Валентинович Меньшов; 17 вересня 1939, Баку, Азербайджанська РСР, СРСР — 5 липня 2021, Москва, РФ) — радянський, російський актор, кінорежисер, сценарист, продюсер, телеведучий та педагог. Заслужений діяч мистецтв РРФСР (1984). Народний артист Росії (1991). Лауреат Державної премії РРФСР (1978 — за фільм «Розіграш»). Лауреат премії «Оскар» (1980, у номінації Найкращий фільм іноземною мовою) і Державної премії СРСР (1981) — за фільм «Москва сльозам не вірить». Чоловік Віри Алентової.

## Біографія
Народився 17 вересня 1939 року в родині члена НКВС. У школу Володимир пішов в Архангельську, куди батька перевели працювати в 1947. У 1950 батька перевели на роботу до Астрахані, і юність Меньшова пройшла на берегах Волги.
Телевізор був рідкістю, єдиним вікном у великий світ був кінематограф. Фільмів знімалося небагато, і кожен з них Володимир дивився не по одному разу. Інтерес до кіно ставав усе більш осмисленим, цілеспрямованим: від колекціонування фотографій з фільмів Меньшов перейшов до читання журналів і книг по кіномистецтву, до спеціальної мистецтвознавчої літератури.
Закінчив Школу-студію МХАТу зі срібною медаллю (1965) та аспірантуру Всесоюзного державного інституту кінематографії (1970).
Зіграв понад сто ролей в кіно і телефільмах.
Знявся в українських кінокартинах: «Щасливий Кукушкін» (1970, реж. О. Павловський), «Любі мої» (1975, реж. Я. Лупій), «Ар-хі-ме-ди!» (1975, реж. О. Павловський), «Якщо ворог не здається…» (1982, реж. Т. Левчук), «Час для роздумів» (1982, т/ф, реж. С. Ашкеназі), «Рік теляти» (1986, реж. В. Попков), «Івін А.» (1990, реж. І. Черницький), «В тій царині небес…» (1992, реж. І. Черницький).
Співавтор сценарію (з М. Бєліковим) фільму «Ніч коротка» (1981, к/ст. ім. Довженка).
Поставив кінокартини: «Розіграш» (1976), «Москва сльозам не вірить» (1980), «Любов і голуби» (1984), «Ширлі-мирлі» (1995), «Заздрість богів» (2000).

### Сім'я
- Дружина: Віра Алентова — російська акторка. Народна артистка Росії (1992).
- Дочка: Юлія Меньшова — російська акторка й телеведуча.

В 2018 був довіреною особою президента Росії Володимира Путіна на президентських виборах.
У 2021 році збирався балотуватися в Державну думу в одному списку з письменником-терористом Захаром Прилєпіним.
Помер 5 липня 2021 року на 82-му році життя в Москві від наслідків коронавірусної інфекції.

## Громадська позиція
Публічно підтримав окупацію Криму та Донбасу Росією і фінансово сприяв терористам з Л/ДНР.

### Позиція щодо Євромайдану
У 2015 році режисер дав інтерв'ю телеканалу «Дождь», в якому розповів про своє ставлення до подій, які відбувались тоді в Україні. Так, він зізнався, що в 2008 році, «було завуальоване державне замовлення на підтримку російської позиції».
«Майдану тоді ще не було в нинішньому варіанті, був тільки минулий Майдан. Але я проїхав доволі докладно Україну і виїхав з неї дуже збентеженим. Все, що нам здається, що ми тільки що зіткнулися з цим Майданом, з цією ненавистю антиросійською, антируською, з українською русофобією. Це було, це все було присутнє і 10 років», — заявив російський режисер.
Він також додав, що помилкою Росії було недостатнє втручання в процеси, що відбувалися в Україні. "Якщо у нас і були помилки, то вони були пов'язані з тим, що ми недостатньо в цей процес втручалися. По-моєму ми сподівалися, що перебісяться, перемелеться — мука буде, розраховували на те, що цей націоналізм, його сплеск, який стався у всіх республіках, антиросійські настрій відбулися, змішавши в одну купу антикомунізм, антиросійські. Ми не давали приводу для такої ненависті, щоб нам заявляли і кричали «москаляку на гіляку», — додав Меньшов.

### Позиція щодо Криму та Донбасу
Він підтримував російську окупацію півострова, а також вважав, що жителі Донбасу «благають Росію взяти їх під своє крило».
«Ймовірно, треба було брати Донбас. Тоді б „Крим, Донбас, Луганськ“ йшли через кому в претензіях до нас західного суспільства. Але, оскільки ми цей момент вже пропустили і Порошенко розуміє, що будь-яка активізація з боку України може привести до якихось більш суворих заходів з нашого боку, краще все підвісити в повітрі. І ось уже 3 роки, на жаль, все висить. Пов'язано все це з загибеллю великої кількості людей. Але краще, мовляв, так, ніж війна, яка може виявитися за наслідками близькою до громадянської», — заявив Меньшов в 2017 році, пише «Цензор.net».
Він також заявляв, що росіяни, які не підтримали дії Росії по відношенню до України, «просто не пройшли перевірку Кримом», повідомляє «Обозреватель».
«Вони просто не пройшли перевірку Кримом. Возз'єднання з Кримом стало тим переломним моментом. І ті, хто зайняв тоді жорстку позицію, що Крим не наш, зараз зазнають великих труднощів — я це бачу на талановитих людях, які стають маргінальними особистостями. У них є своя, але дуже обмежена аудиторія. Але це для них вже боляче. Вони не можуть знайти порозуміння. Тому що торкнулися в питанні Криму глибинних, фундаментальних речей», — говорив Меньшов.
У 2017-му Меньшов на питання, що потрібно було робити Росії після окупації Криму відповів: «Ймовірно, треба було брати Донбас».
2017 року передав проросійським бойовикам Донбасу 1 млн рос. рублів.
У березні 2016 року СБУ заборонила Меньшову в'їзд до України на п'ять років.

## Фільмографія

### Акторські роботи
- 1970 — Щасливий Кукушкін — Кукушкін, молодий робітник
- 1972 — Людина на своєму місці — Семен Іванович Бобров, голова колгоспу «Перемога»
- 1973 — Солоний пес — матрос Мартьямов
- 1974 — Остання зустріч — Клим Авілов
- 1975 — Ар-хі-ме-ди! — Майстер Рябов
- 1976 — Розповідь про те, як цар Петро арапа женив — Меншиков
- 1976 — Розіграш — тренер з плавання
- 1977 — Власна думка
- 1977 — «Федя» (кіноальманах «Ціна життя»)
- 1981 — Пропаща справа
- 1981 — Під одним небом
- 1982 — Час для роздумів — Ігор Гнатович
- 1982 — Якщо ворог не здається... — маршал Конєв
- 1983 — Магістраль
- 1984 — Любов і голуби — провідний кадрилі
- 1985 — Снігуроньку викликали?
- 1985 — Ось моє село...
- 1986 — Пробач — Сергій
- 1986 — Кур'єр — Олег Миколайович
- 1986 — Рік теляти — Феодосій Нікітін, чоловік Людмили
- 1986 — Перехоплення
- 1986 — Дорогий Едісон!
- 1987 — Де міститься нофелет? — Павло Голіков
- 1988 — Лялечка — спортивний директор
- 1988 — Місто Зеро — прокурор
- 1989 — Отче наш
- 1990 — Самовбивця
- 1990 — Івін А.
- 1990 — Адвокат
- 1991 — Абдулладжан, або Стівену Спілбергу присвячується
- 1991 — Віддушина — майстер-червонодеревник Михайлов
- 1991 — Депресія — мафіозі
- 1992 — У тій області небес
- 1992 — Новий Одеон — Михайло
- 1992 — Генерал —  Г. К. Жуков
- 1992 — Щоб вижити — Олег
- 1993 — Троцький
- 1993 — Російський регтайм
- 1995 — Авантюра
- 1995 — Ширлі-мирлі — президент Росії
- 1997 — Царевич Олексій — Меншиков Олександр Данилович
- 1998 — Твір до Дня Перемоги — генерал
- 1999 — Китайський сервіз — купець Сатановський
- 1999 — Вісім з половиною доларів — Спартак
- 1999 — Досьє детектива Дубровського — Генеральний прокурор Саблін
- 2001 — Мамука
- 2001 — Зупинка на вимогу 2
- 2001 — П'ятий кут — губернатор
- 2001 — Спартак і Калашников — полковник
- 2002 — Льодовиковий період — міністр МВС
- 2003 — Ділянка — Лев Шаров
- 2003 — Москва. Центральний округ — Брагін
- 2004 — Нічна Варта — Гесер
- 2004 — Диверсант — Калязін
- 2004 — 32 грудня — Юрій Іванович
- 2004 — Час жорстоких — Новожилов
- 2004 — Тільки ти… — Лепехін
- 2004 — Бальзаківський вік, або Всі чоловіки сво… — Валентин Большов, батько Віри
- 2005 — Денна Варта — Гесер
- 2005 — Брежнєв — Д. Ф. Устинов
- 2006 — Зачарована дільниця — Лев Шаров
- 2006 — У. Є. — Палметов
- 2007 — 07-й змінює курс — президент Росії
- 2007 — Код апокаліпсису — Ігор Дмитрович Харитонов
- 2007 — Диверсант. Кінець війни — Калязін
- 2007 — Ліквідація — Георгій Костянтинович Жуков
- 2007 — Судова колонка — Ярослав Іванов, батько Даші
- 2008 — Я не Я — Колишній
- 2008 — Крок за кроком — Борис
- 2009 — Канікули суворого режиму — Вишкін
- 2009 — Тече річка Волга — Роман Савич
- 2009 — О, щасливчик! — Олег Генріхович
- 2010 — Кохання-зітхання 3 — Володимир Андрійович Голубєв, тато Андрія, полковник
- 2010 — Любов під прикриттям
- 2010 — Маруся — Тимофій Петрович Берег(помер в 1 серії)
- 2010 — Викрутаси — депутат Трьохголович
- 2011 — Generation П — Фарсук Сейфуль-Фарсейкін
- 2011 — Ялинки 2 — Валерій Михайлович Гаврилов, рядовий співробітник авіації
- 2011 — Висоцький. Дякуємо, що живий — режисер (прообраз — Юрій Любимов)
- 2013 — Легенда № 17 — Балашов
- 2013 — Мебіус — Володимир Черкашин
- 2013 — Діалоги

### Режисерські роботи
- 1976 — Розіграш
- 1979 — Москва сльозам не вірить
- 1984 — Любов і голуби
- 1995 — Ширлі-мирлі
- 2000 — Заздрість богів
- 2008 — Великий вальс (незавершений)

### Написав сценарії
- 1970 — Щасливий Кукушкін (к/м)
- 1974 — Я служу на кордоні
- 1981 — Ніч коротка
- 1995 — Ширлі-мирлі
- 2000 — Заздрість богів
- 2008 — Великий вальс

### Продюсував фільми
- 1996 — Єрмак
- 1998 — Любов зла
- 1999 — Китайський сервіз
- 2010 — Китайська бабуся